# São João das Duas Pontes
São João das Duas Pontes este un oraș în São Paulo (SP), Brazilia.